# Čitluk (Sinj)
Čitluk falu Horvátországban Split-Dalmácia megyében. Közigazgatásilag Sinjhez tartozik.

## Fekvése
Splittől légvonalban 31, közúton 40 km-re északkeletre, községközpontjától 5 km-re északra, a dalmát Zagora középső részén, a Cetina jobb partján fekszik. Területe a Cetina medrétől és a Hrvacei mező szélétől Jasensko felé hosszan elnyúlva fekvő dombokig emelkedik kitöltve a dombok közötti völgyeket.

## Története
Az ókorban az 1. század közepén római veteránok telepedtek le itt és települést hoztak létre, melyet Claudius római császár szolgálataikért kolónia rangra emelt és megalapította Colonia Claudia Aequum városát. Dalmácia provincián belül ebben az időben csak Aequum viselt ilyen magas városi rangot. A város négyszög alaprajzú volt a korabeli városokra jellemző szabályos utcahálózattal, központjában a fórummal és a főbb középületekkel. Amfiteátrumában durva és véres gladiátorjátékokat is szerveztek. Az itt talált számos ókori lelet közül kiemelkedik egy Diána-szobor és egy Herkules-fej, melyeket ma a sinji ferences kolostor gyűjteményében őriznek. Ebben a városban született Sextus Minucius Faustinus consul és római hadvezér aki 135-ben leverve a zsidók felkelését lerombolta Jeruzsálemet. Ez volt az utolsó római kolónia az Adria keleti partjának térségében és annak vonzáskörzetében. A Római Birodalom bukása után Aequum is hanyatlásnak indult. 375-ben a hunok hódították meg, majd 530 körül a Bizánci Birodalom része lett. 614-ben a hódító avarokkal együtt szláv törzsek érkeztek erre a vidékre. Čitluk középkori történetéről nem sokat lehet tudni, területe a Subićok majd Nepilićek birtoka lett. 1536-ban elesett Sinj vára és vele együtt ez a térség is török uralom alá került. Sinj várával együtt 1686-ban szabadult fel a török uralom alól. Ezt követően a velencei hatóságok irányításával és rámai ferences szerzetesek vezetésével Boszniából és Hercegovinából keresztény lakosság érkezett. 1699-ben a karlócai béke értelmében a terület végképp felszabadult, de a béke nem maradt tartós. Az újabb velencei-török háborúnak az 1718-as pozsareváci béke vetett véget, mely után a török veszély végképp megszűnt ezen a vidéken. A velencei uralomnak 1797-ben vége szakadt és osztrák csapatok vonultak be a településre. 1806-ban az osztrákokat legyőző franciák uralma alá került, de Napóleon lipcsei veresége után 1813-ban újra az osztrákoké lett. 1918-ban az új szerb-horvát-szlovén állam, majd később Jugoszlávia részévé vált. 1857-ben 108, 1910-ben 371 lakosa volt. A második világháború idején a Független Horvát Állam, majd a háború után a szocialista Jugoszlávia része lett. Területe 1991-től a független Horvátországhoz tartozik. 2011-ben 488 lakosa volt.

## Lakosság
| Lakosság változása | Lakosság változása | Lakosság változása | Lakosság változása | Lakosság változása | Lakosság változása | Lakosság változása | Lakosság változása | Lakosság változása | Lakosság változása | Lakosság változása | Lakosság változása | Lakosság változása | Lakosság változása | Lakosság változása | Lakosság változása |
| ------------------ | ------------------ | ------------------ | ------------------ | ------------------ | ------------------ | ------------------ | ------------------ | ------------------ | ------------------ | ------------------ | ------------------ | ------------------ | ------------------ | ------------------ | ------------------ |
| 1857               | 1869               | 1880               | 1890               | 1900               | 1910               | 1921               | 1931               | 1948               | 1953               | 1961               | 1971               | 1981               | 1991               | 2001               | 2011               |
| 108                | 0                  | 99                 | 136                | 243                | 371                | 0                  | 0                  | 500                | 516                | 581                | 611                | 616                | 514                | 552                | 488                |

## Nevezetességei
- Assisi Szent Ferenc tiszteletére szentelt, a szomszédos Jasenkoval közös modern római katolikus temploma a sinji plébánia filiája. A templomot 2000-ben építették a korábbi, 1927-ben a sinji kolostor gazdasági épületéből kialakított templom helyett. A templom Čitluk déli részén egy dombtetőn áll különálló, karcsú harangtoronnyal, melyben két harang található. A templom előtt áll a szent nagyméretű bronzszobra.
- Aequum római város[4] területéről előkerült régészeti leletek a sinji ferences kolostor múzeumában találhatók. Colonia Aequum az 1. század közepén épült. A veterán kolónia megalapítása közvetlenül kapcsolódott a dalmáciai Skribonian kormányzó 42-es lázadásának elfojtásához, ezt követően Claudius császár adományából a hűséges hetedik légió veteránjai birtokokat kaptak a Cetina-völgyben. A lelőhelyen megtalálták egy fórum maradványait a capitoliummal, a keleti városkapu erődkomplexumának tornyait, a termálfürdőket és a kultuszépületek részeit, valamint a déli városkapu monumentális erődkomplexumának maradványait. Rendkívül értékesek a Heraklész-szobor és a Diana Lucifera szobor monumentális szobortöredékei.